# Papaver leiocarpum
Papaver leiocarpum är en vallmoväxtart som beskrevs av Porphir Kiril Nicolai Stepanowitsch Turczaninow. Papaver leiocarpum ingår i släktet vallmor, och familjen vallmoväxter. Inga underarter finns listade i Catalogue of Life.